# Paardenlijkwagen

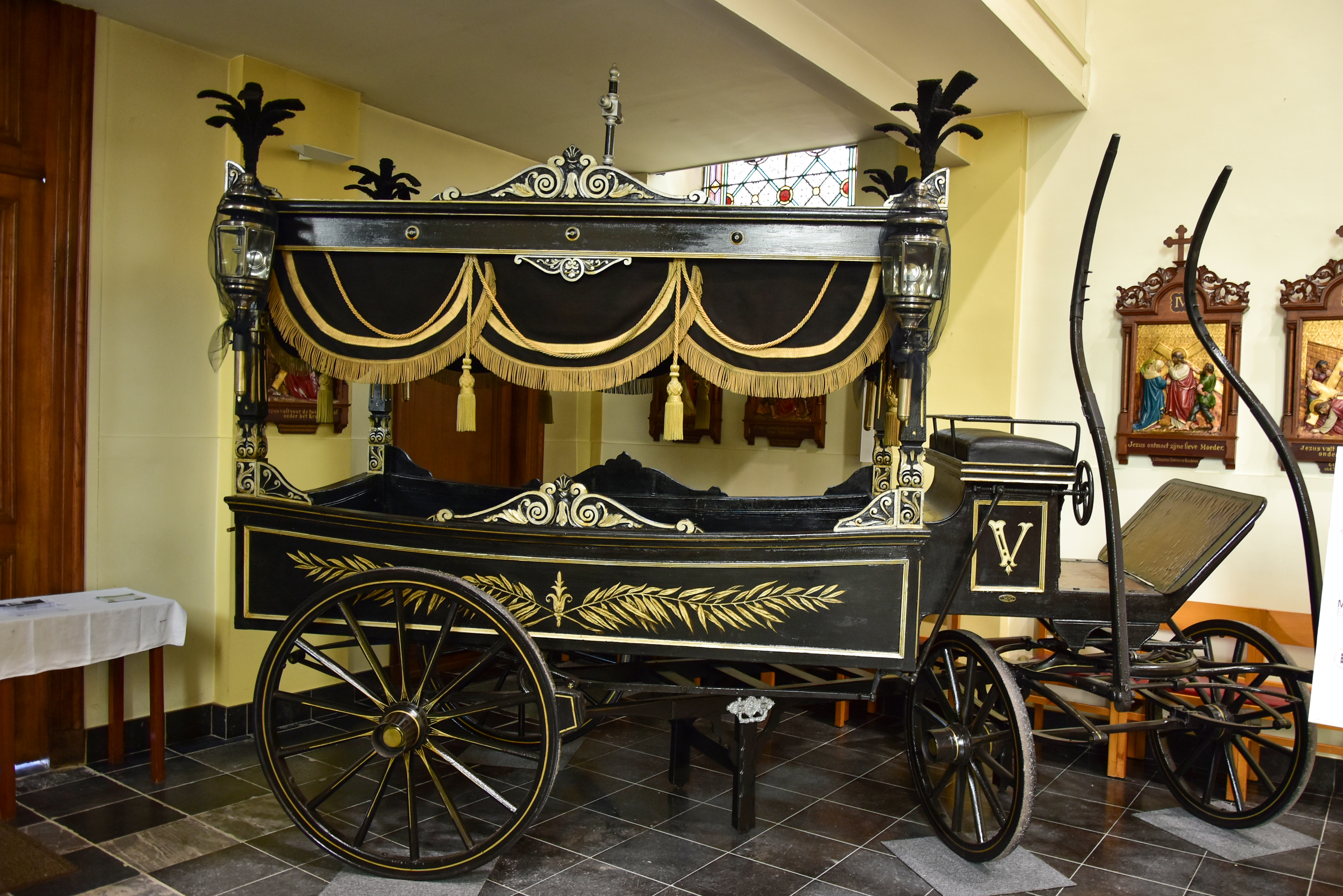
Paardenlijkwagen van Vucht

Een paardenlijkwagen is een koetsvormig voertuig voor het vervoer van een overledene, voortgetrokken door een of meerdere paarden. Einde jaren vijftig van de 20e eeuw werd de paardenlijkwagen geleidelijk vervangen door de lijkwagen. Andere vormen van vervoer van een overledene zijn een boerenkar, een loopkoets en een lijkbaar.

## Napoleon en begrafenissen
Voor de Franse Revolutie werd de overledene op stro in een stootkar gelegd en zo naar het kerkhof vervoerd. 
In 1804 voerde Napoleon veranderingen door voor de verbetering van de hygiëne. Hij verplichtte het individuele graf en het gebruik van een doodskist. Het kerkhof was niet langer de plaats voor begrafenissen maar overledenen kregen hun laatste rustplaats op een plaats buiten het centrum. Het vervoer van de overledene naar de begraafplaats gebeurde meestal op een boerenkar, wat meer en meer op weerstand stuitte.
Eerst diende de doodskist enkel voor het transport en werd de kist, na het dumpen van het lijk in de gapende kuil weer meegenomen. Gegoede lieden lieten zich wel in een kist begraven.

## Fabricage
Vanaf het begin van de 20e eeuw verschenen de eerste paardenlijkwagens. Een fabrikant was de firma De Wilde-De Moerloose uit Ledeberg. De lijkwagen van Vucht werd in 1938 besteld en kostte 10 000 BEF. Zowel de lijkwagen van Vucht als die van Leut-Meeswijk zijn sinds 2021 tentoongesteld in de Sint-Remigiuskerk te Vucht.

## Galerij

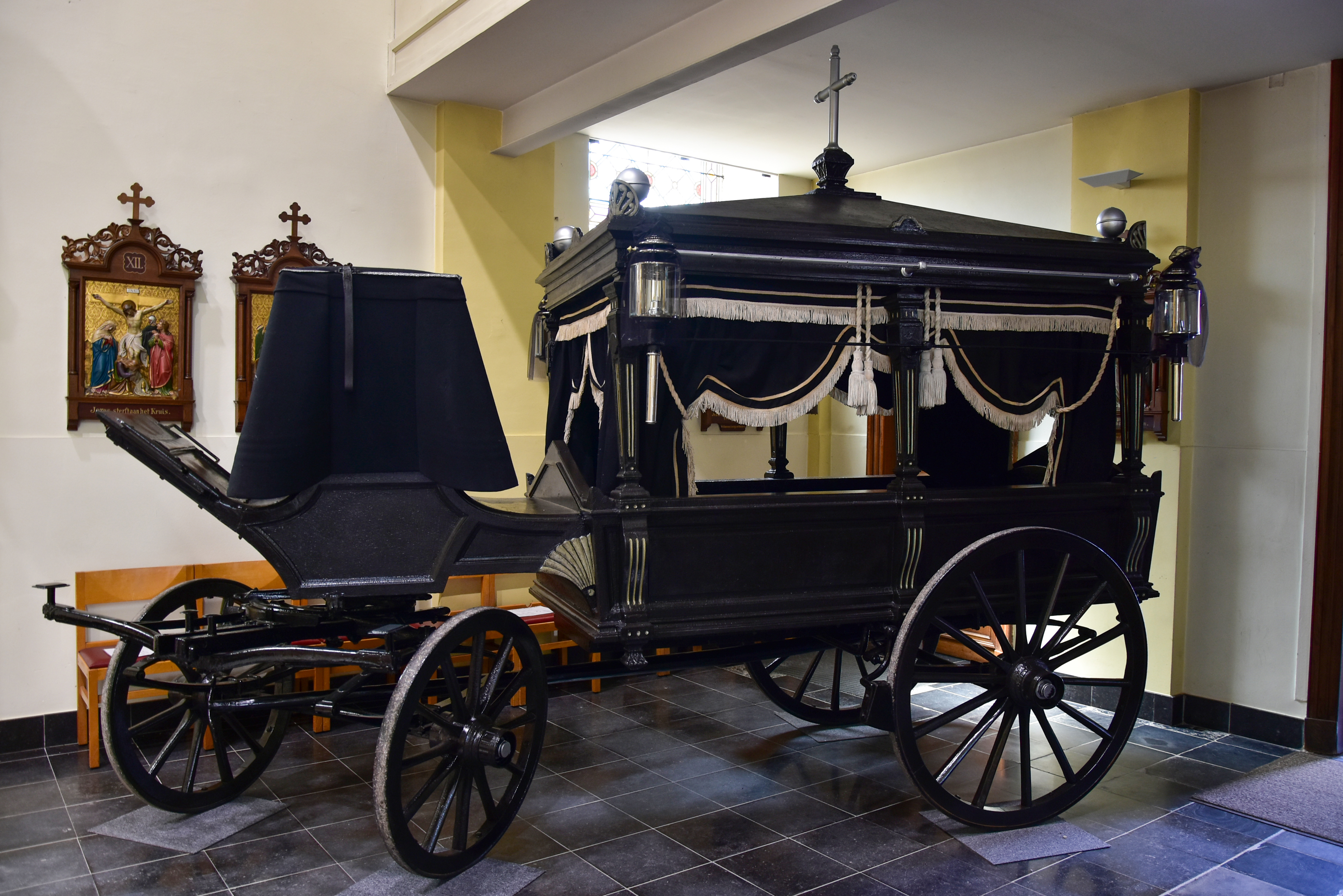
Paardenlijkwagen van Leut-Meeswijk
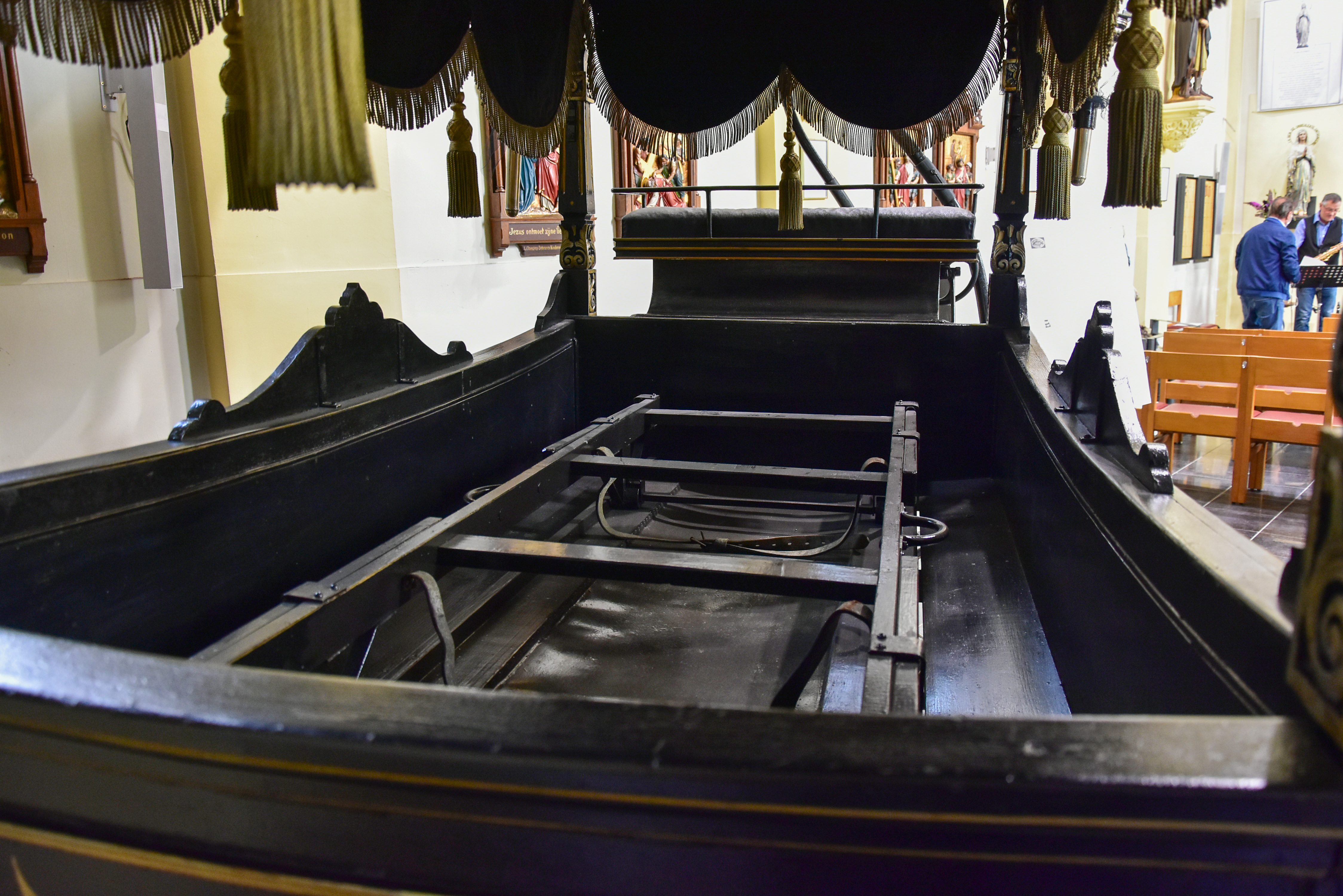
Lijkbaar in de paardenlijkwagen van Vucht